# Montpeyroux (Puy-de-Dôme)
 Montpeyroux  (en occitano Mont Peirós) es una población y comuna francesa, situada en la región de Auvernia, departamento de Puy-de-Dôme, en el distrito de Issoire y cantón de Issoire.

## Demografía
| 324 | 282 | 284 | 262 | 303 | 329 |
| Para los censos de 1962 a 1999 la población legal corresponde a la población sin duplicidades (Fuente: INSEE [Consultar]) |     |     |     |     |     |